# Fez

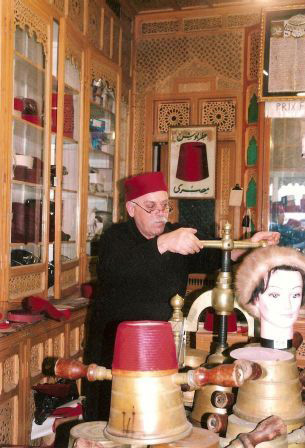
Výroba fezu v Tunisku

Fez je pokrývka hlavy nošená především v islámských zemích. Mužský má černý nebo modrý střapec, ženský je zdobený perlami nebo zlatem. Název fez vznikl ze jména města Fès (nebo také Fes). Fez byl dokonce používán v rakousko-uherské armádě u bosensko-hercegovinských vojáků a poddůstojníků (důstojníci to měli nepovinné). V Česku se od začátku 19. století vyráběl v Tonaku, v závodě v Strakonicích (bývalé Fezko), který byl před první světovou válkou jedním z největších světových dodavatelů. V roce 1925 byl fez v Turecku v rámci reforem Kemala Atatürka zakázán. Od té doby není fez součástí tureckého mužského oděvu.